# What It Means to Fall Apart
What It Means to Fall Apart es el séptimo álbum de estudio de la banda estadounidense de pop punk Mayday Parade, siendo lanzado el 19 de noviembre de 2021 a través de Rise Records. El grupo trabajó con Zack Odom y Kenneth Mount para producir el álbum.
El álbum narra la vida y la época de Mayday Parade durante los últimos 15 años, al tiempo que aborda las "variadas olas de salud mental y una plaga interminable".

## Lista de canciones
Todas las canciones escritas y compuestas por Mayday Parade. 
| N.º | Título                                    | Duración |  |
| 1.  | «Kids of Summer»                          | 3:39     |  |
| 2.  | «Golden Days»                             | 4:09     |  |
| 3.  | «Think of You»                            | 3:55     |  |
| 4.  | «If My Ghosts Don't Play, I Don't Play»   | 4:07     |  |
| 5.  | «Sideways»                                | 4:04     |  |
| 6.  | «One For The Rocks And One For The Scary» | 4:03     |  |
| 7.  | «Bad at Love»                             | 3:22     |  |
| 8.  | «Notice»                                  | 3:19     |  |
| 9.  | «Heaven»                                  | 2:33     |  |
| 10. | «Angels Die Too»                          | 3:53     |  |
| 11. | «You Not Me»                              | 3:35     |  |
| 12. | «I Can't Do This Anymore»                 | 3:40     |  |

## Personal
Mayday Parade
- Derek Sanders - voz principal
- Alex García - guitarra principal
- Brooks Betts - guitarra rítmica
- Jeremy Lenzo - bajo
- Jake Bundrick - batería